# Mipafox
Mipafox ist ein giftiges Organophosphat-Insektizid, das eine verzögerte Neurotoxizität und Lähmung verursachen kann. Es ist ein irreversibler Acetylcholinesterase-Inhibitor, der gegen Oximreaktivatoren resistent ist.

## Gewinnung und Herstellung
Mipafox wird wie folgt synthetisiert:
Phosphoroxychlorid (POCl3) wird mit Isopropylamin (C3H9N) umgesetzt. Das resultierende Produkt wird mit Kaliumfluorid (KF) oder Ammoniumfluorid (NH4F) zur Reaktion gebracht und bildet das Mipafox.